# Benoît de Boigne

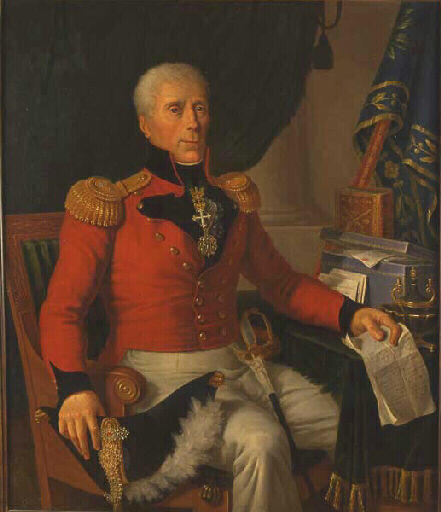
Graaf de Boigne

Benoît de Boigne (Chambéry, 8 maart 1751 - aldaar, 21 juni 1830) was een militair en avonturier uit Savoye in het Koninkrijk Sardinië.

## Levensloop
Hij werd geboren als Benoît Leborgne als zoon van een bonthandelaar die een winkel had aan de Place Saint-Léger in Chambéry. Op zeventienjarige leeftijd nam hij dienst in het Franse leger, in de Ierse Brigade. Hij nam deel aan campagnes aan de Franse grenzen maar ook in de Indische Oceaan. Hij verbleef een tijd op Mauritius. Na zijn terugkeer in Frankrijk en zijn ontslag uit het Franse leger vervoegde hij een Grieks-Russisch regiment dat tegen de Turken vocht. Hij werd in 1774 krijgsgevangen gemaakt maar kwam al na korte tijd vrij. Na omzwervingen vertrok hij naar India. Daar kwam hij aan in 1778. 
In Madras nam hij dienst in een inlands infanterieregiment van de East India Company. Na enkele jaren nam hij daar ontslag. Hij trok naar Lucknow en in 1784 nam hij dienst bij de Maratha Mahaji Scindia en vormde voor hem een leger bestaande uit twee infanterieregimenten dat hij aanvoerde als generaal. De Boigne, een Engelse verbastering van zijn naam, behaalde met zijn goed getrainde leger militaire successen tegen de rivaliserende heersers van Jaipur (1790), Marwar (1790) en Indore (1793). Scindia verleende de Boigne het recht om bepaalde belastingen (jagirs) te innen. Hiermee en ook met de handel in indigo vergaarde hij een groot fortuin. Hij huwde een inlandse vrouw van Perzische oorsprong, Nur Begum die hij Helen noemde en met wie hij twee kinderen kreeg. Na de dood van Scindia en een periode in dienst van zijn opvolger Daulat Rao, vertrok de Boigne in 1797 om gezondheidsredenen met zijn gezin naar Engeland.
In Londen werd hij verliefd op de zestienjarige Adélaïde d'Osmond, een Franse aristrocrate in ballingschap. Hij liet zijn gezin in de steek en huwde met Adélaïde (roepnaam Adèle). Het huwelijk was niet gelukkig. Adèle beschreef haar man in haar memoires als jaloers en gewelddadig. De Boigne verliet zijn nieuwe vrouw en keerde in 1802 terug naar Savoye, toen een deel van Frankrijk. Met zijn fortuin kocht hij verschillende eigendommen in de streek van Genève en Chambéry. In 1809 nam hij zijn intrek in het Château de Buisson-Rond. Hij werd verkozen in de gemeenteraad van Chambéry en in de departementsraad van Mont Blanc, die hij voorzat. Na het vertrek van de Fransen kreeg de Boigne in 1816 van koning Victor-Emanuel I van Sardinië de titel van graaf en de graad van luitenant-generaal. In Chambéry gaf hij veel geld aan liefdadigheid en aan de modernisering van het stadscentrum. Hij financierde de aanleg van de de Rue de Boigne en de bouw van het koninklijk theater (1824). Als graaf de Boigne werd hij opgevolgd door zijn zoon Charles-Alexandre.

## Eerbetoon
Door de gemeente Chambéry werd in 1838 de Colonne de Boigne opgericht, een kolom bekroond met een bronzen standbeeld van de Boigne van de beeldhouwer Victor Sappey. Naar de vier olifanten die de basis van de kolom versieren wordt het monument tegenwoordig Fontaine des éléphants (olifantenfontein) genoemd.

## Galerij

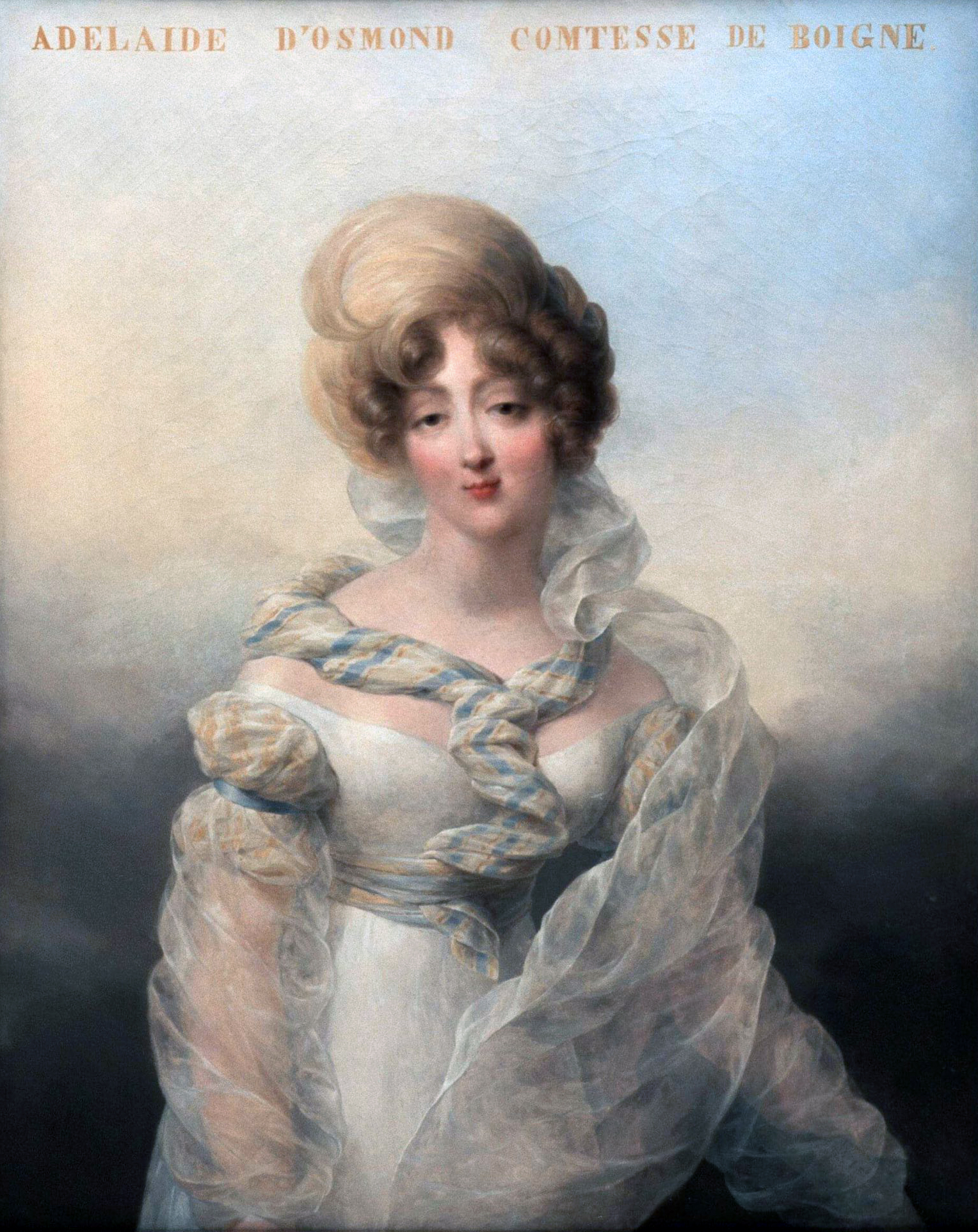
Adélaïde d'Osmond
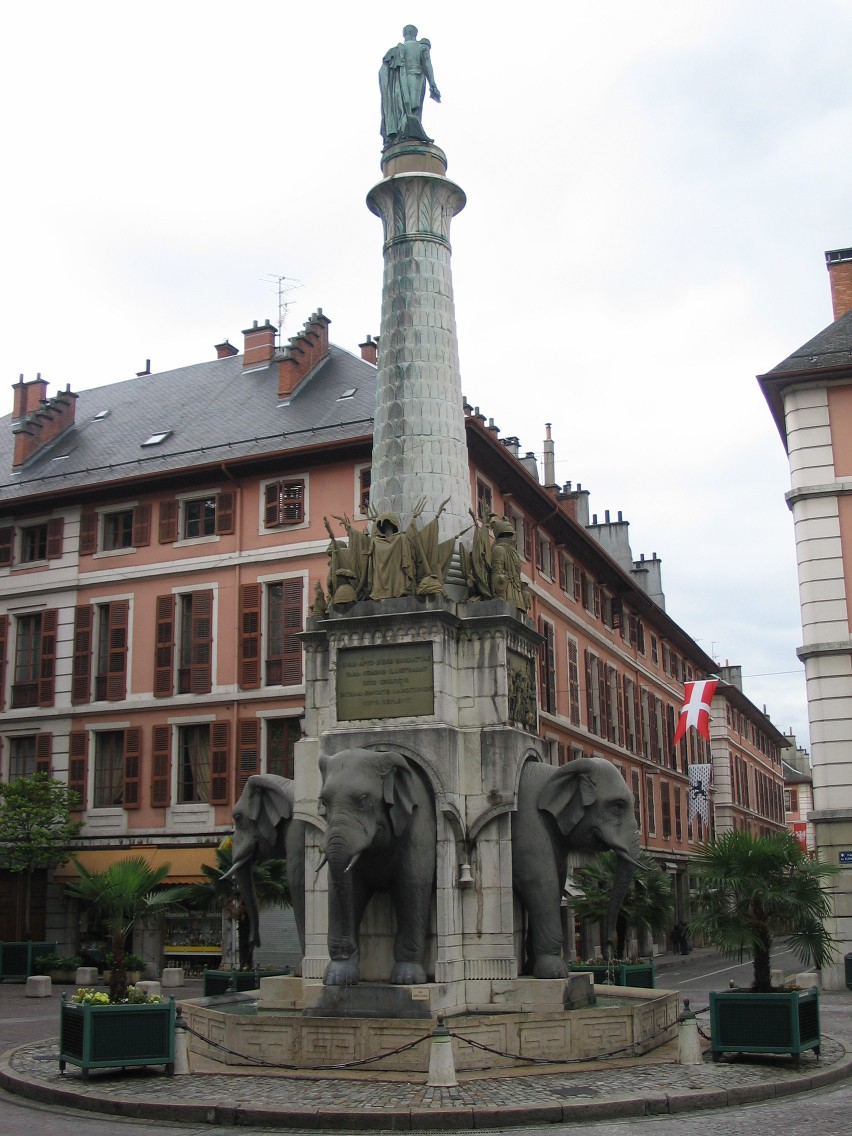
Fontaine des éléphants
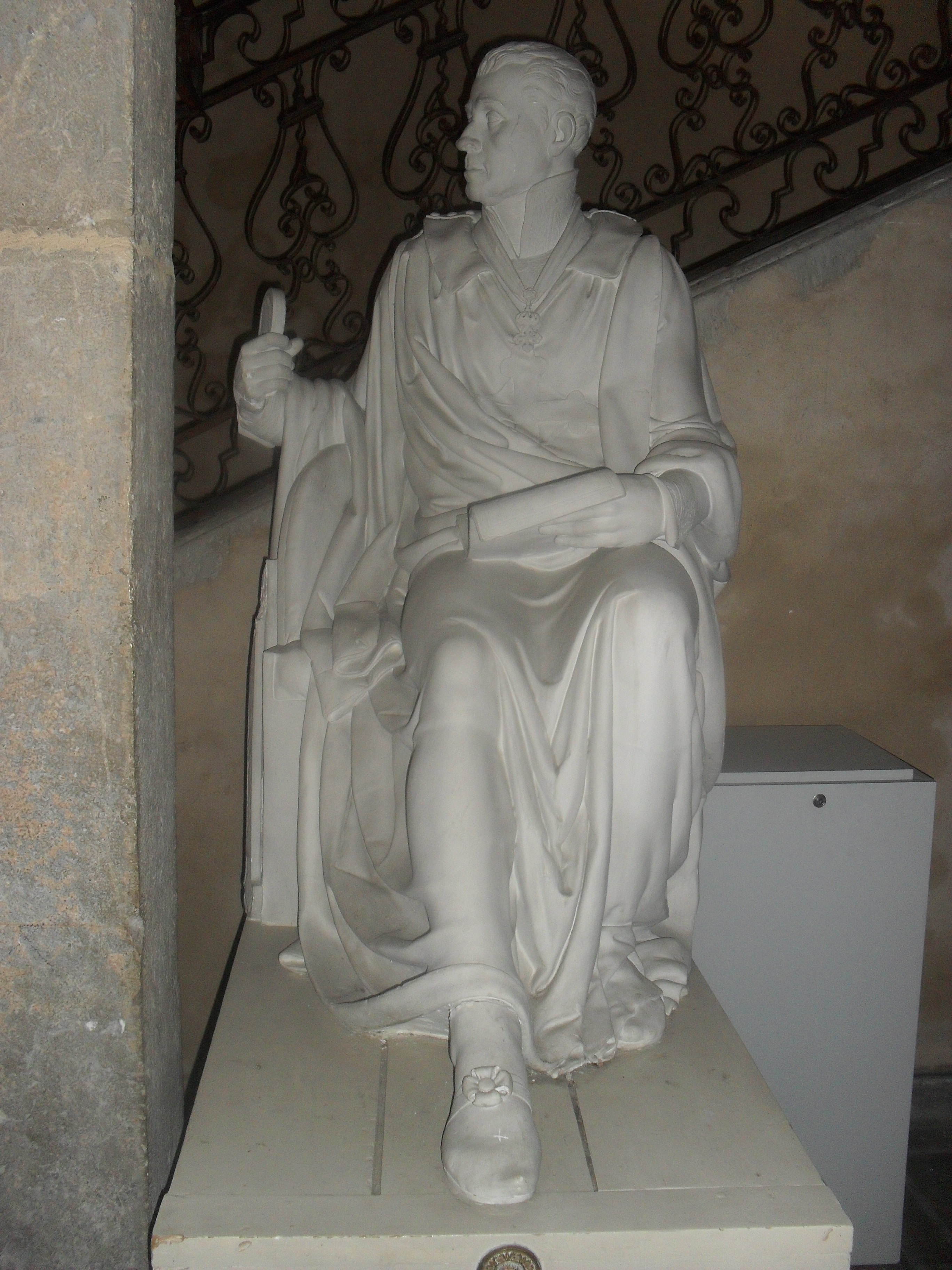
Standbeeld in het Musée Savoisien
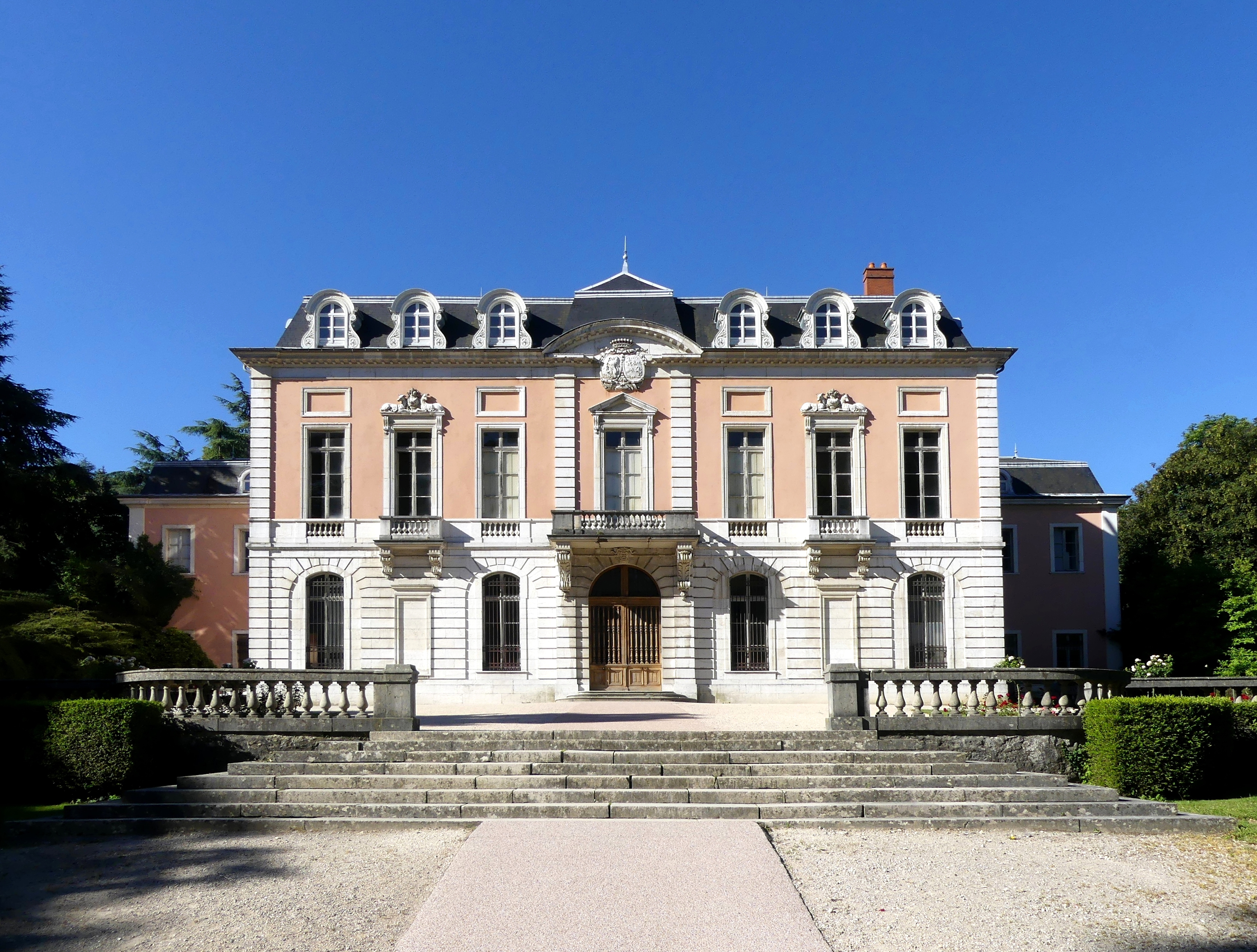
Château de Buisson-Rond